# Дзюбенко Роман Васильович
Рома́н Васи́льович Дзюбе́нко (нар. 13 жовтня 1994 року, сел. Вільхове, Станично-Луганський район, Луганська область — 30 січня 2021 року, м. Часів Яр, Бахмутський район, Донецька область) — молодший сержант, головний сержант — командир 1-го відділення 2-го взводу 2-ї мотопіхотної роти 22-го окремого мотопіхотного батальйону 92-ї окремої механізованої бригади ім. кошового отамана Івана Сірка Збройних сил України, учасник російсько-української війни.

## Із життєпису
Середню освіту здобув у м. Станиця Луганська. Строкову військову службу проходив в одному з підрозділів МВС України.
30 серпня 2018 року призваний на військову службу за контрактом. Учасник Антитерористичної операції на сході України та Операції об'єднаних сил на території Луганської та Донецької областей з 2019 року.
26 січня близько 19-ї години окупантами були обстріляні позиції українських військових біля с. Новоолександрівка. Перебуваючи на бойовому посту, Роман Дзюбенко отримав смертельне наскрізне поранення голови: куля снайпера прошила навиліт захисну каску. У вкрай важкому стані був терміново евакуйований до Попасної, звідки — до військово-медичного шпиталю в м. Часів Яр. Був визнаний неоперабельним через критичний стан.
Помер 30 січня 2021 року о 8:46: зупинилось серце, реанімаційні заходи не принесли бажаного результату.
Похований 2 лютого 2021 року на цвинтарі селища Вільхового. Залишились мати, брат, дружина та піврічний син.

## Нагороди та вшанування
- Указом Президента України № 149/2021 від 07 квітня 2021 року «за особисту мужність і самовіддані дії, виявлені у захисті державного суверенітету та територіальної цілісності України» — нагороджений орденом «За мужність» III ступеня (посмертно)[4].
- Знак пошани «Захисник Луганщини» (посмертно).
- Вшановується в меморіальному комплексі «Зала пам'яті», в щоденному ранковому церемоніалі 30 січня[5][6].